# خورخي خيمينيز (سياسي تشيلي)
خورخي خيمينيز (بالإسبانية: Jorge Jiménez de la Jara)‏ (مواليد 25 ديسمبر 1944)، هو طبيب وسياسي ودبلوماسي من التشيلي. شغل منصب وزير للصحة (1990-1992) في عهد الرئيس باتريسيو أيلوين. وسفير تشيلي لدى إيطاليا (1995-1998). وهو ابن الوزير أوسكار خيمينيز بينوشيه، وشقيق الوزيرة مونيكا خيمينيز.